# ISO 3166-2:DE
ISO 3166-2:DE és el subconjunt per a Alemanya de l'estàndard ISO 3166-2, publicat per l'Organització Internacional per Estandardització (ISO) que defineix els codis de les principals subdivisions administratives.
Actualment per a Alemanya l'estàndard ISO 3166-2 està format per 16 estats federals.
Cada codi es compon de dues parts, separades per un guió. La primera part és DE, el codi ISO 3166-1 alfa-2 per a Alemanya. La segona part són dues lletres. Els codis per als estats de Bremen (DE-HB) i d'Hamburg (DE-HH) estan basats en els seus noms oficials, Ciutat Lliure Hanseàtica de Bremen i la Ciutat Lliure i Hanseàtica d'Hamburg respectivament.

## Codis actuals
Els noms de les subdivisions estan llistades segons l'ISO 3166-2 publicat per la "ISO 3166 Maintenance Agency" (ISO 3166/MA).

Mapa d'Alemanya amb cada Estat etiquetat amb la segona part del seu codi ISO 3166-2

| Codi  | Nom de la subdivisió (de) | Nom de la subdivisió (ca)        |
| ----- | ------------------------- | -------------------------------- |
| DE-BW | Baden-Württemberg         | Baden-Württemberg                |
| DE-BY | Bayern                    | Baviera                          |
| DE-BE | Berlín                    | Berlín                           |
| DE-BB | Brandenburg               | Brandenburg                      |
| DE-HB | Bremen                    | Bremen                           |
| DE-HH | Hamburg                   | Hamburg                          |
| DE-HE | Hessen                    | Hessen                           |
| DE-MV | Mecklenburg-Vorpommern    | Mecklemburg-Pomerània Occidental |
| DE-NI | Niedersachsen             | Baixa Saxònia                    |
| DE-NW | Nordrhein-Westfalen       | Rin del Nord-Westfàlia           |
| DE-RP | Rheinland-Pfalz           | Renània-Palatinat                |
| DE-SL | Saarland                  | Saarland                         |
| DE-SN | Sachsen                   | Saxònia                          |
| DE-ST | Sachsen-Anhalt            | Saxònia-Anhalt                   |
| DE-SH | Schleswig-Holstein        | Slesvig-Holstein                 |
| DE-TH | Thüringen                 | Turíngia                         |

1. ↑  Nom en català no inclòs a l'estàndard ISO 3166-2.